# Amazonis Planitia

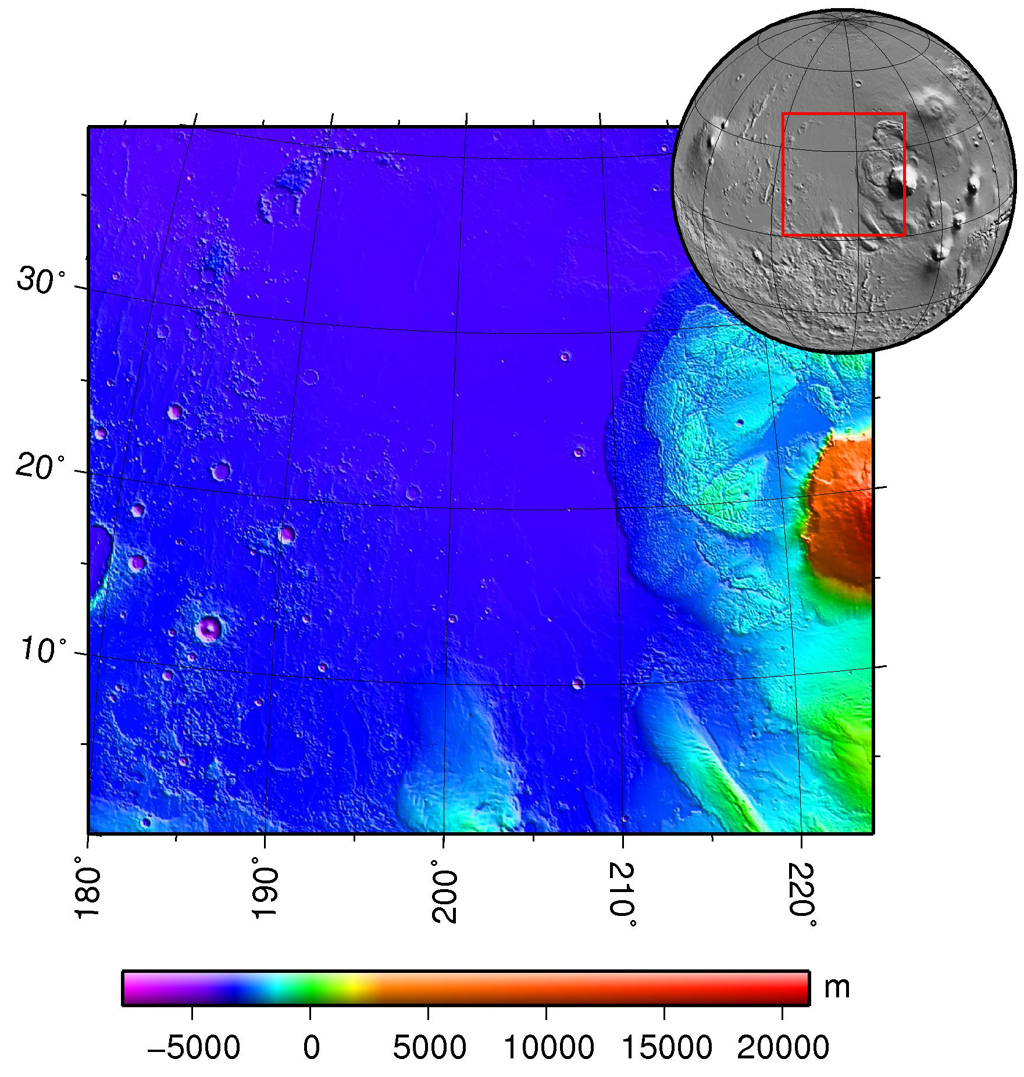
topographie d'Amazonis Planitia

Amazonis Planitia est une plaine basse (planitia) de la planète Mars située par 24,67° N, 196° E. Cette planitia est une des plaines les plus lisses de Mars. 

## Localisation
Elle se trouve entre les régions volcaniques de Mars : à l'ouest des Tharsis Montes et à l'est d'Elysium Mons.

## Carte
| Airy-0 Alba Patera Olympus Mons Biblis Tholus Uranius Mons Ceraunius Tholus Ascraeus Mons Pavonis Mons Arsia Mons Tharsis Tholus Hecates Tholus Elysium Mons Albor Tholus Apollinaris Patera Noctis Labyrinthus Candor Chasma Valles Marineris Kasei Vallis Shalbatana Vallis Ganges Chasma Ares Vallis Nili Fossae Ma'adim Vallis Argyre Planitia Hellas Planitia Arcadia Planitia Amazonis Planitia Terra Sirenum Solis Planum Tempe Terra Issedon Paterae Aonia Terra Vastitas Borealis Meridiani Planum Noachis Terra Utopia Planitia Acidalia Planitia Arabia Terra Syrtis Major Tyrrhena Terra Hesperia Planum Elysium Planitia Promethei Terra Terra Cimmeria |